# Patheon
La Patheon è un'azienda farmaceutica multinazionale che sviluppa e produce farmaci conto terzi (CDMO - contract development and manufacturing organization).
È stata fondata nel 1974 con sede ad Amsterdam come Custom Pharmaceuticals e rinominata Patheon nel 1993. Dopo diverse fusioni e acquisizioni l'azienda è stata acquistata nell'agosto 2017 da Thermo Fisher Scientific
 una multinazionale statunitense che produce dispositivi medici.
Ha sedi negli Stati Uniti, in Canada, Cina, Giappone, Australia e in Europa nei Paesi Bassi, in Gran Bretagna, Francia, Germania, Austria e in Italia, con i due stabilimenti produttivi di Ferentino e Monza.